# 서진 혜제
서진 혜황제 사마충(西晉 惠皇帝 司馬衷, 259년 ~ 307년 1월 8일)은 서진 황조의 제2대 황제로, 자는 정도(正度)이다.

## 생애

### 어린 시절
사마충은 259년 아버지 사마염과 어머니 양염(楊艷) 사이에서 차남으로 태어났다. 사마충이 9세였던 267년 음력 1월 18일 아버지인 황제 사마염에게 황태자로 임명된다(큰형 사마궤(司馬軌)는 영아 시절에 요절하였다.). 이후 272년 음력 2월 17일 14세의 사마충은 가충의 딸인 가남풍과 결혼한다. 진서에 따르면 원래 사마충의 태자비로 아버지 사마염은 위관의 딸을 외모와 성격을 보고는 태자비로 낙점했지만  가충의 회유로 설득된 사마충의 어머니인 양염과 순의(荀顗), 순욱(荀勗) 등이 가충의 딸을 태자비로 만들것을 강력히 권유한다. 황제 사마염은 황후와 신하들의 요청과 당시 위관이 명망과 세력을 갖춘 상황에서 강력한 외척으로 성장할 것을 우려해 외모가 추하고 평판이 나쁜 가충의 딸을 태자비로 삼는다. 그렇게 처음에는 가남풍의 여동생인 가오(賈午)를 태자비로 정했지만 가오는 나이가 여렸고, 때문에 가오의 언니인 16세의 가남풍이 사마충의 아내가 된다

### 황제 즉위와 가남풍의 전횡
사마충은 본디 능력이 떨어지고 학문에 뜻이 없어 황제가 될 자질이 부족하다는 평가가 많았다. 아버지인 사마염도 어느정도 아들의 능력을 알고 있었고, 278년 10월 겨울에 상서령 위관의 건의를 계기로 사마충을 시험하기로 한다. 사마염은 우선 동궁(태자의 거처)의 신하들에게 연회를 배풀어 태자와 떨어뜨려 놓은 뒤 태자 사마충에게는 상서대의 의심스러운 사건(=주요 국정과제) 중 하나를 편지로 보내 스스로 풀도록 지시한다. 이에 태자비 가남풍은 외부에서 사람을 불러 대리 답안지를 작성하게 만들었는데 급사(給使-황태자의 수행원)였던 장홍(泓이) 대리답안지를 보고는 답안지가 사마충의 수준과 맞지 않게 너무 뛰어난 것을 지적하며 “태자께선 학문이 깊지 않으십니다. 그런데 조서에 대답하며 고의(고전서의 의미)를 (많이)인용했으니, 필시 초고를 쓴 임자를 꾸짖고, 다시 더욱 처벌하실 겁니다. 글을 꾸미지 않고 대답하는 것만 못합니다.” 이에 가남풍은 장홍에게 지시 사마충의 수준에 맞는 낮은수준의 대리 답안지를 만들었고 아버지 사마염은 사마충의 대리답안지에 만족했다고 한다.
한편 사마충은 자녀가 매우 적었는데 이는 태자비 가남풍의 전횡때문이었다. 가남풍은 태자비가 된 직후부터 투기로 여러사람을 죽였고 심지어 사마충의 아이를 임신한 여성에게 창을 던져서 사산한 일까지 벌여졌다 이에 아버지 사마염은 분노해 며느리 가남풍을 폐비시키려고 했다가 신하들의 만류로 폐비를 포기했던 일도 있었다. 그러던 중 사마충은 후궁 사구 사이에서 장남인 사마휼을 얻게되고 사마휼이 총명한 모습을 보여주자 아버지 사마염은 손자 사마휼을 믿고 사마충을 후계자로 남겨둔다.
290년 아버지 사마염이 죽자 사마충은 나이 32세에 황제로 즉위하였다. 즉위한 후에도 황제로서의 능력을 갖추지 못해 국정 운영을 장악하지도 못하고 부인인 가충의 딸 황후 가남풍의 실세만 확대되어 외척의 힘이 거대해졌다. 팔왕의 난까지 벌어져 서진은 통일한 지 반 세기도 되지 않은 기간에 몰락의 길을 걷고 말았다.
광희(光熙) 원년(306) 11월 떡을 먹고 체하여 현양전(顯陽殿)에서 붕어하였다. 향년 48세로, 태양릉(太陽陵)에 안장되었다. 일설에는 사마월(司馬越)이 짐살(독살)한 것이라고도 한다.

### 일화
황제는 또 화림원에 있었을 때, 청개구리가 울자 주위 사람들에게 물었다.
| “ | 이놈들은 공적으로 우는 것이냐, 사적으로 우는 것이냐? (此鳴者，爲官乎？爲私乎？) | ” |

어떤 이가 대답했다.
| “ | 국유지에 있는 것들은 공적으로 울고, 사유지에 있는 것들은 사적으로 웁니다. | ” |

또 천하에 가뭄이 들어 백성들이 굶어 죽으니, 황제가 말하였다.
| “ | 어찌하여 고기죽을 먹지 않는 것이냐? (何不食肉糜？) | ” |

## 가족관계
- 조부 : 태조 문황제 사마소(太祖 文皇帝 司馬昭)
- 조모 : 문명황후 왕씨 왕원희(文明皇后 王氏 王元姫)
  - 부황 : 세조 무황제 사마염(世祖 武皇帝 司馬炎)
  - 모후 : 무원황후 양씨 양염(武元皇后 楊氏 楊艶)
  - 계모 : 무도황후 양씨 양지(武悼皇后 楊氏 楊芷)
    - 황후(정후) : 혜문황후 가씨 가남풍(惠文皇后 賈氏 賈南風)
      - 제1황녀 : 하동공주(河東公主)
      - 제2황녀 : 청하공주(淸河公主)
      - 제3황녀 : 시평공주(始平公主)
      - 제4황녀 : 애헌공주(哀献公主)

    - 황후(계후) : 혜헌황후 양씨 양헌용(惠獻皇后 羊氏 羊献容)
    - 빈 : 부인 사씨 사구(夫人 謝氏 謝玖)
      - 제1황자 : 민회태자 사마휼(愍懐太子 司馬遹)

    - 이복동생 : 예장왕(豫章王) 사마치(司馬熾) (서진 회제)

## 기년
| 혜제        | 원년            | 2년                             | 3년                 | 4년        | 5년                                             | 6년        | 7년                 | 8년        | 9년        | 10년       |
| ----------- | --------------- | ------------------------------- | ------------------- | ---------- | ----------------------------------------------- | ---------- | ------------------- | ---------- | ---------- | ---------- |
| 서력 (西曆) | 290년           | 291년                           | 292년               | 293년      | 294년                                           | 295년      | 296년               | 297년      | 298년      | 299년      |
| 간지 (干支) | 경술(庚戌)      | 신해(辛亥)                      | 임자(壬子)          | 계축(癸丑) | 갑인(甲寅)                                      | 을묘(乙卯) | 병진(丙辰)          | 정사(丁巳) | 무오(戊午) | 기미(己未) |
| 연호 (年號) | 영희(永熙) 원년 | 영평(永平) 원년 원강(元康) 원년 | 2년                 | 3년        | 4년                                             | 5년        | 6년                 | 7년        | 8년        | 9년        |
| 혜제        | 11년            | 12년                            | 13년                | 14년       | 15년                                            | 16년       | 17년                |            |            |            |
| 서력 (西曆) | 300년           | 301년                           | 302년               | 303년      | 304년                                           | 305년      | 306년               |            |            |            |
| 간지 (干支) | 경신(庚申)      | 신유(辛酉)                      | 임술(壬戌)          | 계해(癸亥) | 갑자(甲子)                                      | 을축(乙丑) | 병인(丙寅)          |            |            |            |
| 연호 (年號) | 영강(永康) 원년 | 2년 영녕(永寧) 원년             | 2년 태안(太安) 원년 | 2년        | 영안(永安) 원년 건무(建武) 원년 영흥(永興) 원년 | 2년        | 3년 광희(光熙) 원년 |            |            |            |

## 출전
방현령, 《진서》 권4 효혜제기(孝惠帝紀)